# رومان جوليان
رومان جوليان (30 يوليو 1982 بسلوفاكيا - ) هو لاعب كرة قدم سلوفاكي في مركز الدفاع. لعب مع نادي آريما كرونوس وDong Nai FC ‏ وPersiba Balikpapan ‏ وPersela Lamongan ‏ وFK LAFC Lučenec ‏ ودوكلا بانسكا بيستريتسا ‏ وOFK Dunajská Lužná ‏.

## وصلات خارجية
- رومان جوليان على موقع قاعدة بيانات كرة القدم.إي يو (الإنجليزية)
- رومان جوليان على موقع Soccerway.com (الإنجليزية)